# Laquis
Laquis o Laquís fue una antigua ciudad de Judá, situada en la Sefelá, e identificada en la actualidad con Tell ed-Duweir (Tel Lakhish), un tell rodeado de valles situado unos 24 km al oeste de Hebrón. Antiguamente Laquis ocupaba una posición estratégica en la ruta principal que enlazaba Jerusalén con Egipto. Su superficie máxima pudo alcanzar las ocho hectáreas, con una población de entre 6.000 y 7500 personas.

## Historia israelita temprana
Durante la conquista israelita de Canaán, Jafía, el rey de Laquis, se unió a otros cuatro reyes en una ofensiva militar contra Gabaón, debido a que los gabaonitas habían hecho un pacto con las gentes de Israel. A su vez, los israelitas tomaron Laquis y ejecutaron a sus habitantes. Algunos arqueólogos relacionan la campaña de Israel contra Laquis una gruesa capa de cenizas descubierta en Tell ed-Duweir, donde se halló un escarabeo de Ramsés II, aunque la Biblia no señala que la ciudad fuese incendiada.
Durante el reinado de Roboam Laquis fue reforzada como fortaleza militar. Más tarde el rey Amasías huyó a Laquis para escapar de sus conspiradores, pero fue encontrado y asesinado. Igualmente, una expedición arqueológica en 2016 encontró indicios de la campaña de Ezequías contra la idolatría: el santuario de la puerta excavada contenía un inodoro en su lugar santísimo, que, según los investigadores, fue "la profanación definitiva" del santuario, así como dos altares que mostraban signos de que se habían destruido sus cuatro cuernos.

## Asedio de Senaquerib

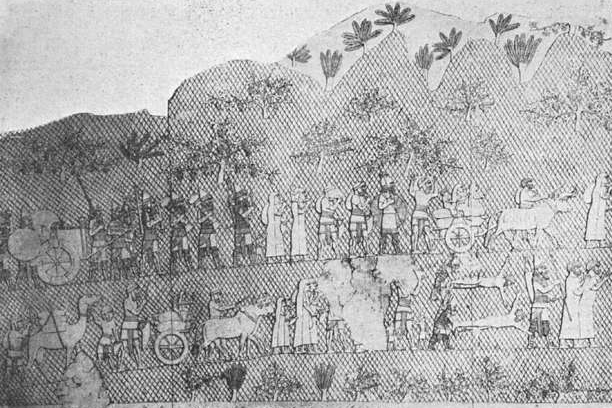
Esclavos judíos tras el asedio de Laquis. Relieve asirio.

El rey asirio Senaquerib sitió Laquis en 732 a. C. Desde allí, según el relato bíblico, envió a Rabsaqué, Tartán y Rabsarís con una poderosa fuerza militar, en un esfuerzo por hacer que el rey Ezequías se rindiese, mediante burlas y cartas que desafiaban a Yahveh Dios; según la Biblia, como respuesta un ángel de Dios aniquiló a 185.000 soldados en una noche.
En una representación del sitio de Laquis, hallada en el palacio de Senaquerib en Nínive, la ciudad aparece cercada por un muro doble, con torres a intervalos regulares. La escena que muestra a Senaquerib recibiendo un botín de Laquis tiene la siguiente inscripción:

"Senaquerib, rey del mundo, rey de Asiria, sentose en un trono nimedu y revisó el botín (tomado) en Laquis (la-kí-su)."

## Conquista babilónica

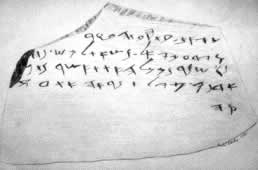
Ostracon IV B de Laquis.

Cuando los babilonios, comandados por Nabucodonosor II, invadieron Judá, Laquis y Azeca fueron las dos últimas ciudades fortificadas que cayeron antes de que Judá fuese tomada. Las llamadas Cartas de Laquis (escritas en ostraca, dieciocho de las cuales fueron halladas en Tell ed-Duweir en 1935 y tres más en 1938) parecen estar relacionadas con este período. Una de las cartas, dirigida por una avanzada militar al comandante que estaba en Laquis, dice en parte:

Vigilamos las señales de Laquis, según las indicaciones que mi señor dio, pues no vemos Azeca.

Este mensaje parece indicar que Azeca ya había sido tomada pues no se veían señales de allí. También es interesante que todas las cartas legibles tengan expresiones en las cuales se nombra expresamente el nombre de Dios, una práctica habitual en la época:

¡Quiera Yahveh [יהוה] que mi señor oiga hoy buenas noticias
(Ostracon IV de Laquis)

## Identificación
Inicialmente, Flinders Petrie identificó Laquis con Tell el-Hesi, una identificación corroborada por el hallazgo de una tablilla cuneiforme relevante. La tablilla menciona a Zimredda, gobernador de la región, conocido por una de las Cartas de Amarna (EA 333). La identificación actual de Tell ed-Duweir con Laquis fue sugerida por primera vez por William F. Albright en 1929 y posteriormente aceptada por numerosos investigadores. Esta sugerencia es fuerte pero circunstancial, basada principalmente en la ubicación geográfica del sitio, el escrito de Eusebio de Cesarea, los relieves reales de Senaquerib, las excavaciones del sitio y un ostracon encontrado allí. El arqueólogo y geógrafo histórico israelí, M. Avi-Yonah, pensó que ubicaría Laquis en la antigua ruina de Qobebet Ibn ‘Awwad, cerca de la antigua aldea árabe palestina del mismo nombre, en lugar de en Tell ed Duweir. El lugar ha sido extensamente excavado.